# (2236) Austrasia
(2236) Austrasia (1933 FX) – planetoida z grupy pasa głównego asteroid okrążająca Słońce w ciągu 3,59 lat w średniej odległości 2,34 au. Odkryta 23 marca 1933 roku.